# Арал-Морейра
Арал-Морейра (порт. Aral Moreira) — муниципалитет в Бразилии, входит в штат Мату-Гросу-ду-Сул. Составная часть мезорегиона Юго-запад штата Мату-Гроссу-ду-Сул. Входит в экономико-статистический микрорегион Дорадус. Население составляет 9236 человек на 2006 год. Занимает площадь 1656,185 км². Плотность населения — 4,9 чел./км².
Праздник города — 13 мая.

## История
Город основан 13 мая 1976 года. 

## Статистика
- Валовой внутренний продукт на 2003 год составляет 111 031 068,00 реалов (данные: Бразильский институт географии и статистики).
- Валовой внутренний продукт на душу населения на 2003 год составляет 13 790,97 реалов (данные: Бразильский институт географии и статистики).
- Индекс развития человеческого потенциала на 2000 год составляет 0,723 (данные: Программа развития ООН).

## География
Климат местности: субтропический.